# Diplacodes nebulosa
Diplacodes nebulosa – gatunek ważki z rodziny ważkowatych (Libellulidae).